# Sun Television
Sun Television (sau Sun TV) este un canal de televiziune japonez.